# Winand Kotte
Winand Kotte A.A. (Weerselo, 29 oktober 1922 – Utrecht, 11 juni 2006) was een Nederlandse assumptionist.
Hij werd in 1922 als boerenzoon geboren in Weerselo, Twente. Hij volgde bij de paters assumptionisten in Boxtel het klein- en in Bergeijk het grootseminarie. Na zijn priesterwijding studeerde hij klassieke talen en werd in de jaren vijftig in Boxtel docent klassieke talen. Hij was daar ook leraar van kunsthistoricus en priester Antoine Bodar in diens jeugdjaren.
In augustus 1970 riep hij samen met de jezuïet Ed Krekelberg alle priesters in Nederland op zich aan te sluiten bij zijn Sint-Willibrordusgemeenschap, die zich ten doel stelde een front te vormen tegen de modernistische stromingen in de Nederlandse Kerk. Hierbij kwam hij in aanvaring met Bernardus kardinaal Alfrink, die aartsbisschop van Utrecht was van 1955 tot 1975. Met de hulp van enkele leken slaagde hij erin de neogotische Sint-Willibrorduskerk in Utrecht, die in 1967 door het Aartsbisdom was gesloten, tijdens de zogenoemde Tweede Beeldenstorm te vrijwaren van de sloop. De door hem opgedragen Mis volgens Tridentijnse ritus bij de feestelijke heropening van de kerk in augustus 1971 werd onder meer bijgewoond door oud-minister Joseph Luns.
In 1975 werd hem door een kerkelijke rechtbank van het aartsbisdom in Utrecht verboden de Mis op te dragen, als zielzorger werkzaam te zijn, de biecht te horen of te preken. Pater Kotte heeft dit verbod steeds genegeerd en is in 1977 door de Congregatie voor de Clerus in hoger beroep op alle punten vrijgesproken, waardoor hij altijd de sacramenten geldig en tevens geoorloofd heeft bediend. De belangrijkste reden waarom Kotte tijdens zijn leven de band met het aartsbisdom niet kon herstellen, was het feit dat het aartsbisdom Utrecht destijds als eis stelde dat de Willibrorduskerk diende gesloten te worden.
In 1986 kocht Kotte de kerk. Met behulp van legaten en schenkingen die de pater ontvangen had en met hulp van fondsen van de Europese Unie, de Nederlandse overheid en de gemeente Utrecht, kon de kerk tussen 1990 en 2005 bijna geheel gerestaureerd worden. Daardoor is zij nu een van de beste en indrukwekkendste getuigenissen van de Utrechtse school binnen de neogotiek.
Hij overleed in juni 2006 op 83-jarige leeftijd. Zijn uitvaartmis vond plaats op zaterdag 17 juni 2006 in de Willibrorduskerk. Na het overlijden van pater Kotte in 2006 nam de gesuspendeerde pater Peter Klos S.S.S. van 2006 tot 2008 zijn rol als voorganger over. Pater Klos was een pleitbezorger van de Mariaverschijningen onder de naam Vrouwe van alle Volkeren in Amsterdam en die in Medjugorje die beiden door Rome niet zijn erkend. In de loop van 2008, na het overlijden van pater Kotte, volgde wel een verzoening van het kerkbestuur van de Willibrorduskerk met het aartsbisschop van Utrecht Wim Eijk. Eijk wijdde de kerk opnieuw in op 25 januari 2009, omdat het gebouw naar mening van het aartsbisdom Utrecht rechtsgeldig aan de eredienst onttrokken zou zijn geweest. Bij gelegenheid van de herinwijding en zelfs re-consecratie van een hoogaltaar vierde aartsbisschop Eijk er zelf een eucharistieviering volgens de Novus Ordo; volgens het aartsbisdom dient voortaan de nieuwe ritus in volkstaal en in het Latijn het liturgisch uitgangspunt van de kerk te vormen. Op 27 maart 2011 ging een film over de Sint-Willibrordkerk en de strijd van pater Kotte onder de naam Gods eigen parochie in première.
- International Standard Name Identifier: 0000 0003 9322 2843
- Nederlandse Thesaurus van Auteursnamen: 073436135
- Virtual International Authority File: 287450640
- WorldCat: E39PBJkp9bdgVd7vwdcpXkVKVC